# Plecia rufangularis
Plecia rufangularis är en tvåvingeart som beskrevs av Guang Yu Luo och Yang 1988. Plecia rufangularis ingår i släktet Plecia och familjen hårmyggor. Inga underarter finns listade i Catalogue of Life.